# 山形土偶

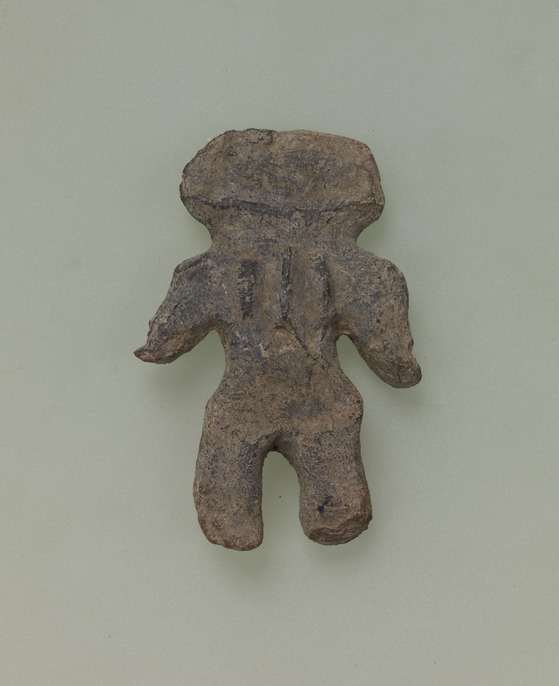
山形土偶（茨城県利根町 立木貝塚出土、東京国立博物館所蔵）

山形土偶（やまがたどぐう）は、縄文時代後期中葉（約4,000年前-3,700年前）
に関東地方を中心とした地域で製作された土偶の形式である。その名称は、頭部が山形ないし三角形の形状を示すことに由来する。関東地方以外でもこの形式の特徴を示す土偶は東北地方北部でも出土例がみられるが、遠く離れた橿原遺跡（奈良県橿原市）や三万田（みまんだ）遺跡（熊本県菊池市）などでも出土している。山形土偶はもっとも広い分布圏をもつ土偶形式であり、そして西日本での後期土偶の成立に深いかかわりを持つという説がある。

## 研究史

### 初期の土偶研究と山形土偶の発見
土偶の出現時期は、縄文時代草創期にさかのぼる。そして10000年以上におよぶ縄文時代に長きにわたって製作され、使われ続けてきた素焼きの土製品である。
土偶については近代以前にも存在が認識されていて、江戸時代からしばしばその意味合いが探求の対象となっていた。ただし、米田耕之助（1984年）の評では「珍奇な古物」としての扱いにとどまっていて、これらの事象を学術的・体系的にとらえて理解や考察を深める段階には至らなかった。
明治時代に入ると、日本は旧来の体制からの脱却を企図して近代化を急いだ。西洋文化が近代化のために盛んに移入され、特に科学技術や学問の西洋化は著しかった。そして考古学にもその影響が及んでいた。1877年（明治10年）のエドワード・モースによる大森貝塚発掘調査は日本における近代考古学の始まりであり、その報告書『大森介墟古物篇』（おおもりかいきょこぶつへん）は近代考古学に基づく最初の学術報告書として知られる。ただし、『大森介墟古物篇』には土偶に関する直接の記述は見当たらない。
初めて土偶を取り上げた文献は、1881年（明治14年）の『古器物見聞之記』である。『古器物見聞之記』は各地の古器物収集実録をまとめた「好古雑誌」掲載の短報であった。筆者の加部厳夫が、上総地方（現在の千葉市西部から市原市の近辺）で地元の人から譲り受けたという完形土偶の図が掲載されている。原田昌幸（2010年）は「図上で明確な土偶型式を認識することが難しい」としながらも両耳部分の表現や全身や四肢の形状などによって「縄文時代後期の山形土偶に近いものと思われる」と記述している。
『日本の美術 第526号 土偶とその周辺I（縄文草創期-中期）』では「明治二十年前後の時期は、東日本の各地から土偶の資料報告が盛んになり始めた頃でもあった」と評している。この時期には白井光太郎による「貝塚より出でし土偶の考」（1886年〈明治19年〉）や次に挙げる真崎勇助の「古代土偶図」が発表されている。
1888年（明治20年）、真崎勇助は、『東京人類学雑誌』に秋田県仙北郡大曲村（現：秋田県大仙市）の館の下（たてのした）遺跡での出土例について発表した （後述）。
しかし館の下遺跡の土偶は、当時の学界では注目されずに終わった。再び存在が認識されるのは70年以上経過した1960年（昭和35年）のことで、この年に秋田県の指定文化財となってからである。上野修一はその理由について東京から遠い東北地方で出土したため、研究者が実物を見る機会が少なかったことが一因と推定している。この土偶は出土状況を記した由緒書とともに現存し、個人が所蔵している。
土偶研究の黎明期である明治時代には、山形土偶とみみずく土偶は貝塚が多くみられる関東地方東部で盛んに作られていたことから「貝塚土偶」と総称されていた。そして、山形土偶という名称の起こりは明治時代までさかのぼる。この時期、在京の研究者や収集家は東京から比較的近い千葉県や茨城県の貝塚に頻繁に通いつめていた。頭部が山形ないし三角形の形状を示すことから、彼らによって「山形土偶」と呼ばれるようになり、その名称が定着した。原田昌幸（2010年）は、「現在の土偶研究で、普通に我々が使っている「遮光器土偶」「山形土偶」「鯨面土偶」や、「土偶型容器」という用語に至るまで、すでにその早い段階で出揃っていることにも驚かされる」と評した。

### 山形土偶の本格的研究
小野美代子（1981年）は、山形土偶について型式変化の研究を試み、4段階に分けている（後述）。小野による分類は頭部のみによるもので、その制約がある中で編年を組もうとしても限界があるなど「説得性に欠ける」という批判もみられた。森脇淳（1996年）も「山形土偶の変遷における大きな枠の中で小野氏の言う流れも一部で認められ得るものの、資料数が増加した今日、多角的な視点が求められる」と評している。
瓦吹堅（1990年）は小野の分類を踏まえながら、頭部形状や顔面部の表現、縄文施文などの視点から山形土偶の変遷や分布について検討した。瓦吹は変遷について古・中・新の大まかな3段階を呈示し、形状などについては頭部の三角形から楕円形への変化、体部施文の沈線主体から竹管刺突・縄文施文の盛行という流れを示したものの、森脇は「現状において時間差でなく地域差として把握されるべき要素も含んでいる」と記述した。
上野修一（1991年）は山形土偶の文様と形態の差に着目して土偶の類型化に取り組み、主要な系列（小地域性）の概念を導入した。上野は主要系列について椎塚系列、福田系列、金洗沢系列、後藤系列の4種に分類した。上野の概念は、次に示すとおりである。

椎塚系列
縄文施文がない。体部の文様は沈線で表現される。
福田系列
磨消縄文からなる文様が肩部や腰部に多用される。
金洗沢系列
平坦な背面と列点文の卓越がみられ、腹部は三角形を呈する。
後藤系列
刺突により眼と口が表現され、正中線の表現が欠落する。

森脇は上野の分析について「斉一性が高いとされてきた山形土偶における地域性を見い出していくと共に、それまでなおおざりになりがちであった土器文様との対応から時間軸・空間軸の間での整合性を持たせようとした点で評価される」と記述した。
上野に続いて塚本師也（1995年）が、「後藤系列」にとりわけ焦点を絞った分析を試みた。塚本の手法は、同一部位の要素同士を比較するもので列点文施文や体部中心線（隆帯表現、省略）など7つの要素に関して検討し、地域性の把握に努めるものである。森脇は「多岐にわたる属性に注目し（中略）山形土偶に見られる地域性把握に新しい方向性を示したと言えよう」と評価を与えつつも「しかし属性同士の組み合わせによる分析の点ではまだ問題が残されており、今後の課題と言えよう」と指摘した。

## 形状とその変遷

### ハート形土偶から山形土偶へ
縄文時代後期中葉は、関東地方に加曽利B式土器様式、東北地方では新地式土器様式が登場した。この2様式はともに複雑で繊細な磨消縄文を多用しながら、入り組んだ幾何学模様で装飾された土器を多く創り上げるという共通点があり、密接なかかわりを保ちながら西日本から北海道に至るまで広域な影響力を持ち続けた。
山形土偶は、加曽利B式土器が作られていたこの時期に登場する。この形式の土偶は、先行するハート形土偶の影響を受けている。ハート形土偶は縄文時代後期に関東地方で盛んに作られた形式の土偶で、名称の由来は顔面がまさしくハート形を呈することによる。特徴としては、左右へと大きく開いた脚部と踏ん張るような態勢が強調され、肩は水平に開いている。
山形土偶では身体の造作が写実的に近づき、全体的に均整がとれたものが多い。ハート形土偶にみられる脚部や態勢の誇張は抑制され、肩の開き具合も自然な形になってきた。
山形ないし三角形の形状を示す頭部が、その名称の由来となった。江坂輝弥は頭部の形状について「髷を表現したものではなかろうか」と記述している。後頭部にはコブ状の突起を持つ例が多くみられる。
顔面は横幅が広く、T字型の隆帯で眉と鼻を、へこませた粘土の粒で目と口を表し、さらに隆帯を用いて顎の形を強調する例が多い。
後頭部は半円形ないし球体状をなし、手の先は外側に反り返っている。胸には大きな乳房、腹部には柔らかなふくらみが造形され、胸部から腹部にかけて正中線が沈線を用いて表現される。胴体にはのこぎりの歯のような鋸歯文が腰回りに刻まれ、刺突文（しとつもん）も首などに限定的に施されている。山形土偶は他の形式の土偶に比べると小ぶりなものが多い。
藤沼邦彦（1997年）は山形土偶について「土偶のなかで、もっとも人間に近い形態や特徴をもつものが多いのも、大きな特徴といってよい」と評した。譽田亜紀子（こんだ あきこ）は『はじめての土偶』（2014年）で「山形土偶は柔和で親しみやすい土偶の筆頭に挙げられるかもしれません」と記述している。

### みみずく土偶への変化
山形土偶は縄文時代後期後半にみみずく土偶へと変化していった。研究史の節で既に述べたとおり、小野美代子（1981年）は山形土偶について型式変化の研究を試み、4段階に分けている。小野が着目したのは、頭部の輪郭や眉や鼻の隆帯、そして後頭部のコブ状突起の変化であった。

第一段階
顔面形は、下辺がほぼ水平か、やや湾曲し、自然なカーブで山形になる。
首から肩のラインが明瞭に表現されている。
顔の輪郭は、頭部から浮き出して明瞭に表現されており、眉から鼻にかけては、J字状の隆帯で表現される。
後頭部にコブ状の突起をもつ。
第二段階
基本的な顔面形は、第一段階のものと、ほとんどかわらない。
首から肩にかけてのラインも明瞭に表現されている。
顔面と頭部の境界が平面化し、顔の輪郭は、わずかに顎の線を隆帯で表現するにとどまる。
（中略）
後頭部には、コブ状の突起がみられる。
第三段階
頭部が、いわゆる三角形、もしくは菱形に近い形になる。
首から肩にかけてのラインは明瞭に表現されている。
顎の隆帯が比較的つよくなり、J字型の眉・鼻の表現は、そのままのこる。（中略）又、この段階から頬の部分に沈線による装飾の入るものが多くなる。
後頭部には、コブ状の突起がみられる。
第四段階
頭部が、いわゆる楕円形になる。
首から肩のラインが明瞭に表現されなくなり、頭部からそのまま肩の部分に移行するような傾向を示す容易なる。
（中略）
顔の輪郭を現す隆帯も、貼りつけるものが多くなり、刻みが施されるものが多くなる。
後頭部の突起は、みられなくなるものもあるが、装飾化されて一部のこる。

第一段階から第三段階では、いずれの段階においても後頭部の隆起が共通した特徴である。山形土偶の終焉期である第四段階では隆起がみられなくなるものもあるが、装飾化されて一部残る場合もある。米田耕之助（1984年）はみみずく土偶について「形状的には、小野の山形土偶第四段階の土偶からの変化であろう」と記述している。
変化の例として、余山貝塚（よやまかいづか、千葉県銚子市）から出土した初期のみみずく土偶にその過程がよく示されている。この例では後頭部にみられる隆起や目の部分の表現などに山形土偶の特徴が残存しているが、顔面部の輪郭を隆帯で囲むというみみずく土偶に近似した要素も含まれている。
形状の変化について『土偶美術館』（2022年）では「（山形土偶とみみずく土偶の）両者には造形的な隔たりが大きく、何故短期間のうちに土偶の造形が広い地域全体で劇的な変化を遂げたのか、その謎解きはまだまだ楽しめる（後略）」と指摘している。
設楽博己（2021年）は山形土偶と後続のみみずく土偶のプロポーションを比較し、みみずく土偶に比べて山形土偶の頭部が小さいことを指摘した。山形土偶ではおよそ四頭身だったものがみみずく土偶では時代が下るごとにどんどん頭が大きくなっていき、ついには二頭身程度に到達している。設楽はミャオ族の風習（木製の巨大な櫛に自らの髪とともに先祖代々の遺髪や毛糸などを巻き付けて巨大化させた女性の髪形）を例に挙げ、みみずく土偶の頭部の誇張表現に言及した。

## 製作年代と分布
ここまでの節で触れたとおり、山形土偶の製作時期は縄文時代後期中葉（約4,000年前-3,700年前）とされる。分布については、比較的早くに常総地域を中心とし、一部は東北地方南部に及んでいるという認識が定着していた。
山形土偶はもっとも広い分布圏をもつ土偶形式である。分布の中心は関東地方であるが、それ以外でもこの形式の特徴を示す土偶は東北地方北部でも出土例がみられる。遠く離れた橿原遺跡（奈良県橿原市）や三万田遺跡（熊本県菊池市）などでも出土している。
三上徹也（2014年）は、山形土偶が房総台地（千葉県）を中心とする東関東地域で多く発見されることを指摘した。その上で三上は「もともとの出自はやはり東北地方の影響が強いようです」として、腰部に刻まれた鋸歯文に言及し「東北、関東、そして中部に共通して見られるものです」と記述している。
山形土偶は広範囲の土偶のデザインに影響を与えた。そして近畿地方や九州地方にも近似した特徴を示す土偶が出土するため、西日本での後期土偶の成立に深いかかわりを持つという説がある。ただし、大野薫（2020年）によれば、西日本（九州地方も含む）における縄文時代後期中葉以降の出土例では、その大部分が顔面表現の省略化や曖昧化や、後頭部の突起が頚部や肩部に移動するなど、本来の山形土偶とはかなりの変容がみられるという。

## 著名な出土例
館の下遺跡出土山形土偶
秋田県仙北郡大曲村（現：秋田県大仙市）の館の下遺跡で1865年（慶応元年）に発見。発見時には左脚部が欠損していたものの、ほぼ全体の構造がわかる状態であった。当時描かれた図では三角形の頭部に加えて、細い粘土紐を使った目や口の表現、豊かな胸部や丸い腹部など山形土偶と共通する特徴がよく描き出されている。譽田亜紀子（2014年）は、「関東地方の山形土偶に見られる身体に引かれた平行線の代わりに、突き刺して作る文様や擦り消すことによって縄の文様を際立たせる方法で作られた文様が施されています」と指摘した。大きさは22.3センチメートル。
椎塚貝塚出土山形土偶
1893年（明治26年）に椎塚貝塚（茨城県稲敷市）で発見。山形土偶の代表的作例の一つとされる。首は短く表情は男性的ながら、豊満な胸部を持ち正中線が表現されていることから女性を模ったものとされる。大きさは12.2センチメートルで、大阪歴史博物館の所蔵。
江原台遺跡出土山形土偶
江原台（えばらだい）遺跡（千葉県佐倉市江原台）で発見。発見は1936年（昭和11年）ごろで、後藤守一の指導を受けた明治大学専門史学科のメンバーたちによる。発見時には右腕と右足が失われた状態であった。山形土偶の特徴である反り返った手先がみられ、腰回りには鋸歯文が巡っている。表情は優しげで、譽田亜紀子は『にっぽん全国土偶手帖』（2015年）で「女性に人気のある土偶」と評している。大きさは11.9センチメートルで、明治大学博物館の所蔵。
駒形遺跡出土山形土偶
埼玉県秩父郡皆野町の駒形遺跡第3次調査（皆野総合センター拡張工事、1983年）にて発見。通常、土偶は体の一部分のみが発見され、同じ遺跡から発掘された他の部分が接合する例はほとんどない。この土偶は全身分がそろって発掘され、全体が接合できた。1993年（平成5年）5月28日、皆野町の有形文化財となった。
中根八幡遺跡出土山形土偶
中根八幡（なかねはちまん）遺跡（栃木市藤岡町）で発見。中根八幡遺跡は直径約160メートルの環状盛土遺構で、縄文時代の集落跡である。國學院大學栃木短期大学と奈良大学による共同調査によって2022年（令和4年）9月4日に頭部が出土し、特に顔部分はほぼ完全な姿であった。
加曽利貝塚出土山形土偶
加曽利貝塚（千葉県千葉市若葉区）で出土。顔や腕、胴体などがバラバラの状態で発見された。一部に赤と黒で彩色された痕跡が残っている。加曽利貝塚では、これ以外にも山形土偶の発見例がみられる。